# Mistrzostwa Europy w Kolarstwie Szosowym 2024 – wyścig ze startu wspólnego mężczyzn
Mistrzostwa Europy w Kolarstwie Szosowym 2024 – wyścig ze startu wspólnego mężczyzn – konkurencja wyścigu ze startu wspólnego elity mężczyzn w ramach Mistrzostw Europy w Kolarstwie Szosowym 2024, która odbyła się 15 września 2024 na liczącej ponad 222 kilometrów trasie z Heusden-Zolder do Hasselt.

## Uczestnicy

### Reprezentacje
| Reprezentacje (28)- Albania - Niemcy - Austria - Belgia - Bułgaria - Cypr - Watykan - Dania - Słowacja - Hiszpania - Estonia - Francja - Grecja - Węgry - Islandia - Izrael - Włochy - Łotwa - Litwa - Luksemburg - Norwegia - Holandia - Polska - Portugalia - Rumunia - Szwecja - Szwajcaria - Turcja |
| |

### Lista startowa
| Holandia NED | Holandia NED                 | Holandia NED |
| ------------ | ---------------------------- | ------------ |
| Nr           | Kolarz                       | Miejsce      |
| 1            | Mathieu van der Poel (szosa) | 30.          |
| 2            | Pascal Eenkhoorn             | 52.          |
| 3            | Daan Hoole                   | 47.          |
| 4            | Olav Kooij                   | 2.           |
| 5            | Oscar Riesebeek              | 51.          |
| 6            | Mike Teunissen               | 19.          |
| 7            | Mick van Dijke               | 63.          |
| 8            | Danny van Poppel             | 53.          |

| Francja FRA | Francja FRA        | Francja FRA |
| ----------- | ------------------ | ----------- |
| Nr          | Kolarz             | Miejsce     |
| 9           | Christophe Laporte | 9.          |
| 10          | Rémi Cavagna       | DNF         |
| 11          | Arnaud Démare      | 11.         |
| 12          | Sandy Dujardin     | 38.         |
| 13          | Mathis Le Berre    | 49.         |
| 14          | Eddy Le Huitouze   | 65.         |
| 15          | Hugo Page          | 48.         |
| 16          | Adrien Petit       | 50.         |

| Belgia BEL | Belgia BEL          | Belgia BEL |
| ---------- | ------------------- | ---------- |
| Nr         | Kolarz              | Miejsce    |
| 17         | Tim Declercq        | 66.        |
| 18         | Jordi Meeus         | 20.        |
| 19         | Tim Merlier (szosa) | 1.         |
| 20         | Jasper Philipsen    | 4.         |
| 21         | Laurenz Rex         | DNF        |
| 22         | Jonas Rickaert      | 35.        |
| 23         | Edward Theuns       | 32.        |
| 24         | Bert Van Lerberghe  | 31.        |

| Hiszpania ESP | Hiszpania ESP      | Hiszpania ESP |
| ------------- | ------------------ | ------------- |
| Nr            | Kolarz             | Miejsce       |
| 25            | Jon Aberasturi     | DNF           |
| 26            | Antonio Angulo     | 75.           |
| 27            | Fernando Barceló   | 64.           |
| 28            | Xabier Berasategi  | DNF           |
| 29            | Francisco Galván   | 77.           |
| 30            | Raúl García Pierna | 78.           |
| 31            | Pau Miquel         | 18.           |
| 32            | Antonio Jesús Soto | DNF           |

| Dania DEN | Dania DEN            | Dania DEN |
| --------- | -------------------- | --------- |
| Nr        | Kolarz               | Miejsce   |
| 33        | Tobias Lund Andresen | DNF       |
| 34        | Kasper Asgreen       | 41.       |
| 35        | Mikkel Bjerg         | DNF       |
| 36        | Anders Foldager      | DNF       |
| 37        | Mathias Norsgaard    | 28.       |
| 38        | Søren Kragh Andersen | 34.       |
| 39        | Mads Pedersen        | 6.        |
| 40        | Mads Würtz Schmidt   | 74.       |

| Włochy ITA | Włochy ITA       | Włochy ITA |
| ---------- | ---------------- | ---------- |
| Nr         | Kolarz           | Miejsce    |
| 41         | Edoardo Affini   | 54.        |
| 42         | Davide Ballerini | 37.        |
| 43         | Mattia Cattaneo  | 46.        |
| 44         | Simone Consonni  | 29.        |
| 45         | Mirco Maestri    | 55.        |
| 46         | Jonathan Milan   | 13.        |
| 47         | Jacopo Mosca     | 61.        |
| 48         | Matteo Trentin   | 45.        |

| Szwajcaria SUI | Szwajcaria SUI     | Szwajcaria SUI |
| -------------- | ------------------ | -------------- |
| Nr             | Kolarz             | Miejsce        |
| 49             | Stefan Bissegger   | 26.            |
| 50             | Tom Bohli          | 17.            |
| 51             | Nils Brun          | DNF            |
| 52             | Noah Bögli         | DNF            |
| 53             | Fabian Lienhard    | 15.            |
| 54             | Simon Pellaud      | 22.            |
| 55             | Matthias Reutimann | DNF            |
| 56             | Jan Sommer         | DNF            |

| Norwegia NOR | Norwegia NOR       | Norwegia NOR |
| ------------ | ------------------ | ------------ |
| Nr           | Kolarz             | Miejsce      |
| 57           | Jonas Abrahamsen   | DNF          |
| 58           | Idar Andersen      | 57.          |
| 59           | Stian Fredheim     | DNF          |
| 60           | Tord Gudmestad     | 56.          |
| 61           | Alexander Kristoff | 5.           |
| 62           | Søren Wærenskjold  | 16.          |

| Niemcy GER | Niemcy GER     | Niemcy GER |
| ---------- | -------------- | ---------- |
| Nr         | Kolarz         | Miejsce    |
| 63         | John Degenkolb | 40.        |
| 64         | Kim Heiduk     | DNF        |
| 65         | Roger Kluge    | DNF        |
| 66         | Niklas Märkl   | 39.        |
| 67         | Nils Politt    | 43.        |
| 68         | Jonas Rutsch   | 33.        |
| 69         | Jannik Steimle | 44.        |
| 70         | Max Walscheid  | 12.        |

| Portugalia POR | Portugalia POR | Portugalia POR |
| -------------- | -------------- | -------------- |
| Nr             | Kolarz         | Miejsce        |
| 71             | Ivo Oliveira   | DNF            |
| 72             | Rui Oliveira   | 36.            |
| 73             | Iúri Leitão    | DNS            |

| Austria AUT | Austria AUT           | Austria AUT |
| ----------- | --------------------- | ----------- |
| Nr          | Kolarz                | Miejsce     |
| 74          | Felix Ritzinger       | DNF         |
| 75          | Sebastian Schönberger | 70.         |
| 76          | Emanuel Zangerle      | 27.         |

| Czechy CZE | Czechy CZE     | Czechy CZE |
| ---------- | -------------- | ---------- |
| Nr         | Kolarz         | Miejsce    |
| 77         | Pavel Bittner  | 7.         |
| 78         | Tomáš Kopecký  | DNS        |
| 79         | Dominik Neuman | 59.        |
| 80         | Simon Vaníček  | DNS        |
| 81         | Matej Zahálka  | DNF        |
| 82         | Adam Ťoupalík  | 24.        |

| Łotwa LAT | Łotwa LAT       | Łotwa LAT |
| --------- | --------------- | --------- |
| Nr        | Kolarz          | Miejsce   |
| 83        | Kristers Ansons | DNF       |
| 84        | Alekss Krasts   | DNF       |
| 85        | Emīls Liepiņš   | DNS       |
| 86        | Mārtiņš Pluto   | 60.       |

| Polska POL | Polska POL            | Polska POL |
| ---------- | --------------------- | ---------- |
| Nr         | Kolarz                | Miejsce    |
| 87         | Stanisław Aniołkowski | 8.         |
| 88         | Norbert Banaszek      | DNF        |
| 89         | Marceli Bogusławski   | DNF        |
| 90         | Kamil Gradek          | 68.        |
| 91         | Filip Maciejuk        | 42.        |
| 92         | Michał Paluta         | 73.        |
| 93         | Szymon Sajnok         | 76.        |

| Węgry HUN | Węgry HUN         | Węgry HUN |
| --------- | ----------------- | --------- |
| Nr        | Kolarz            | Miejsce   |
| 94        | Erik Fetter       | DNF       |
| 95        | Ádám Kristóf Karl | DNF       |
| 96        | János Pelikán     | DNF       |

| Luksemburg LUX | Luksemburg LUX   | Luksemburg LUX |
| -------------- | ---------------- | -------------- |
| Nr             | Kolarz           | Miejsce        |
| 97             | Loïc Bettendorff | DNF            |
| 98             | Alex Kirsch      | 10.            |
| 99             | Arthur Kluckers  | 79.            |
| 101            | Tom Paquet       | DNF            |
| 102            | Tom Wirtgen      | DNF            |

| Estonia EST | Estonia EST       | Estonia EST |
| ----------- | ----------------- | ----------- |
| Nr          | Kolarz            | Miejsce     |
| 103         | Siim Kiskonen     | DNF         |
| 104         | Karl Patrick Lauk | 25.         |
| 105         | Madis Mihkels     | 3.          |
| 106         | Markus Pajur      | DNF         |
| 107         | Norman Vahtra     | 71.         |
| 108         | Rait Ärm          | 58.         |

| Słowacja SVK | Słowacja SVK | Słowacja SVK |
| ------------ | ------------ | ------------ |
| Nr           | Kolarz       | Miejsce      |
| 109          | Lukáš Kubiš  | 14.          |
| 110          | Andrej Liska | 62.          |
| 111          | Pavol Rovder | 72.          |
| 112          | Matúš Štoček | DNF          |

| Izrael ISR | Izrael ISR     | Izrael ISR |
| ---------- | -------------- | ---------- |
| Nr         | Kolarz         | Miejsce    |
| 113        | Itamar Einhorn | 23.        |
| 114        | Oded Kogut     | 21.        |
| 115        | Gaj Sagiw      | DNF        |
| 116        | Rotem Tene     | DNF        |

| Grecja GRE | Grecja GRE     | Grecja GRE |
| ---------- | -------------- | ---------- |
| Nr         | Kolarz         | Miejsce    |
| 117        | Jeorjos Buglas | DNF        |

| Cypr CYP | Cypr CYP          | Cypr CYP |
| -------- | ----------------- | -------- |
| Nr       | Kolarz            | Miejsce  |
| 118      | Andreas Miltiadis | DNF      |

| Szwecja SWE | Szwecja SWE    | Szwecja SWE |
| ----------- | -------------- | ----------- |
| Nr          | Kolarz         | Miejsce     |
| 119         | Jacob Eriksson | 69.         |

| Turcja TUR | Turcja TUR     | Turcja TUR |
| ---------- | -------------- | ---------- |
| Nr         | Kolarz         | Miejsce    |
| 120        | Burak Abay     | DNF        |
| 121        | Doğukan Arikan | DNF        |
| 122        | Ahmet Örken    | DNF        |
| 123        | Tahir Yigit    | DNF        |

| Rumunia ROM | Rumunia ROM         | Rumunia ROM |
| ----------- | ------------------- | ----------- |
| Nr          | Kolarz              | Miejsce     |
| 124         | Iustin-Ioan Vaidian | DNF         |

| Litwa LTU | Litwa LTU          | Litwa LTU |
| --------- | ------------------ | --------- |
| Nr        | Kolarz             | Miejsce   |
| 125       | Rokas Kmieliauskas | 67.       |

| Bułgaria BUL | Bułgaria BUL   | Bułgaria BUL |
| ------------ | -------------- | ------------ |
| Nr           | Kolarz         | Miejsce      |
| 126          | Martin Papanov | DNF          |
| 127          | Emil Stoynev   | DNF          |

| Albania ALB | Albania ALB             | Albania ALB |
| ----------- | ----------------------- | ----------- |
| Nr          | Kolarz                  | Miejsce     |
| 129         | Lukas Sulaj Kloppenborg | DNF         |
| 130         | Olsian Velia            | DNF         |

| Watykan VAT | Watykan VAT     | Watykan VAT |
| ----------- | --------------- | ----------- |
| Nr          | Kolarz          | Miejsce     |
| 131         | Rien Schuurhuis | DNF         |

| Holandia NED | Holandia NED                 | Holandia NED |
| ------------ | ---------------------------- | ------------ |
| Nr           | Kolarz                       | Miejsce      |
| 1            | Mathieu van der Poel (szosa) | 30.          |
| 2            | Pascal Eenkhoorn             | 52.          |
| 3            | Daan Hoole                   | 47.          |
| 4            | Olav Kooij                   | 2.           |
| 5            | Oscar Riesebeek              | 51.          |
| 6            | Mike Teunissen               | 19.          |
| 7            | Mick van Dijke               | 63.          |
| 8            | Danny van Poppel             | 53.          |

| Francja FRA | Francja FRA        | Francja FRA |
| ----------- | ------------------ | ----------- |
| Nr          | Kolarz             | Miejsce     |
| 9           | Christophe Laporte | 9.          |
| 10          | Rémi Cavagna       | DNF         |
| 11          | Arnaud Démare      | 11.         |
| 12          | Sandy Dujardin     | 38.         |
| 13          | Mathis Le Berre    | 49.         |
| 14          | Eddy Le Huitouze   | 65.         |
| 15          | Hugo Page          | 48.         |
| 16          | Adrien Petit       | 50.         |

| Belgia BEL | Belgia BEL          | Belgia BEL |
| ---------- | ------------------- | ---------- |
| Nr         | Kolarz              | Miejsce    |
| 17         | Tim Declercq        | 66.        |
| 18         | Jordi Meeus         | 20.        |
| 19         | Tim Merlier (szosa) | 1.         |
| 20         | Jasper Philipsen    | 4.         |
| 21         | Laurenz Rex         | DNF        |
| 22         | Jonas Rickaert      | 35.        |
| 23         | Edward Theuns       | 32.        |
| 24         | Bert Van Lerberghe  | 31.        |

| Hiszpania ESP | Hiszpania ESP      | Hiszpania ESP |
| ------------- | ------------------ | ------------- |
| Nr            | Kolarz             | Miejsce       |
| 25            | Jon Aberasturi     | DNF           |
| 26            | Antonio Angulo     | 75.           |
| 27            | Fernando Barceló   | 64.           |
| 28            | Xabier Berasategi  | DNF           |
| 29            | Francisco Galván   | 77.           |
| 30            | Raúl García Pierna | 78.           |
| 31            | Pau Miquel         | 18.           |
| 32            | Antonio Jesús Soto | DNF           |

| Dania DEN | Dania DEN            | Dania DEN |
| --------- | -------------------- | --------- |
| Nr        | Kolarz               | Miejsce   |
| 33        | Tobias Lund Andresen | DNF       |
| 34        | Kasper Asgreen       | 41.       |
| 35        | Mikkel Bjerg         | DNF       |
| 36        | Anders Foldager      | DNF       |
| 37        | Mathias Norsgaard    | 28.       |
| 38        | Søren Kragh Andersen | 34.       |
| 39        | Mads Pedersen        | 6.        |
| 40        | Mads Würtz Schmidt   | 74.       |

| Włochy ITA | Włochy ITA       | Włochy ITA |
| ---------- | ---------------- | ---------- |
| Nr         | Kolarz           | Miejsce    |
| 41         | Edoardo Affini   | 54.        |
| 42         | Davide Ballerini | 37.        |
| 43         | Mattia Cattaneo  | 46.        |
| 44         | Simone Consonni  | 29.        |
| 45         | Mirco Maestri    | 55.        |
| 46         | Jonathan Milan   | 13.        |
| 47         | Jacopo Mosca     | 61.        |
| 48         | Matteo Trentin   | 45.        |

| Szwajcaria SUI | Szwajcaria SUI     | Szwajcaria SUI |
| -------------- | ------------------ | -------------- |
| Nr             | Kolarz             | Miejsce        |
| 49             | Stefan Bissegger   | 26.            |
| 50             | Tom Bohli          | 17.            |
| 51             | Nils Brun          | DNF            |
| 52             | Noah Bögli         | DNF            |
| 53             | Fabian Lienhard    | 15.            |
| 54             | Simon Pellaud      | 22.            |
| 55             | Matthias Reutimann | DNF            |
| 56             | Jan Sommer         | DNF            |

| Norwegia NOR | Norwegia NOR       | Norwegia NOR |
| ------------ | ------------------ | ------------ |
| Nr           | Kolarz             | Miejsce      |
| 57           | Jonas Abrahamsen   | DNF          |
| 58           | Idar Andersen      | 57.          |
| 59           | Stian Fredheim     | DNF          |
| 60           | Tord Gudmestad     | 56.          |
| 61           | Alexander Kristoff | 5.           |
| 62           | Søren Wærenskjold  | 16.          |

| Niemcy GER | Niemcy GER     | Niemcy GER |
| ---------- | -------------- | ---------- |
| Nr         | Kolarz         | Miejsce    |
| 63         | John Degenkolb | 40.        |
| 64         | Kim Heiduk     | DNF        |
| 65         | Roger Kluge    | DNF        |
| 66         | Niklas Märkl   | 39.        |
| 67         | Nils Politt    | 43.        |
| 68         | Jonas Rutsch   | 33.        |
| 69         | Jannik Steimle | 44.        |
| 70         | Max Walscheid  | 12.        |

| Portugalia POR | Portugalia POR | Portugalia POR |
| -------------- | -------------- | -------------- |
| Nr             | Kolarz         | Miejsce        |
| 71             | Ivo Oliveira   | DNF            |
| 72             | Rui Oliveira   | 36.            |
| 73             | Iúri Leitão    | DNS            |

| Austria AUT | Austria AUT           | Austria AUT |
| ----------- | --------------------- | ----------- |
| Nr          | Kolarz                | Miejsce     |
| 74          | Felix Ritzinger       | DNF         |
| 75          | Sebastian Schönberger | 70.         |
| 76          | Emanuel Zangerle      | 27.         |

| Czechy CZE | Czechy CZE     | Czechy CZE |
| ---------- | -------------- | ---------- |
| Nr         | Kolarz         | Miejsce    |
| 77         | Pavel Bittner  | 7.         |
| 78         | Tomáš Kopecký  | DNS        |
| 79         | Dominik Neuman | 59.        |
| 80         | Simon Vaníček  | DNS        |
| 81         | Matej Zahálka  | DNF        |
| 82         | Adam Ťoupalík  | 24.        |

| Łotwa LAT | Łotwa LAT       | Łotwa LAT |
| --------- | --------------- | --------- |
| Nr        | Kolarz          | Miejsce   |
| 83        | Kristers Ansons | DNF       |
| 84        | Alekss Krasts   | DNF       |
| 85        | Emīls Liepiņš   | DNS       |
| 86        | Mārtiņš Pluto   | 60.       |

| Polska POL | Polska POL            | Polska POL |
| ---------- | --------------------- | ---------- |
| Nr         | Kolarz                | Miejsce    |
| 87         | Stanisław Aniołkowski | 8.         |
| 88         | Norbert Banaszek      | DNF        |
| 89         | Marceli Bogusławski   | DNF        |
| 90         | Kamil Gradek          | 68.        |
| 91         | Filip Maciejuk        | 42.        |
| 92         | Michał Paluta         | 73.        |
| 93         | Szymon Sajnok         | 76.        |

| Węgry HUN | Węgry HUN         | Węgry HUN |
| --------- | ----------------- | --------- |
| Nr        | Kolarz            | Miejsce   |
| 94        | Erik Fetter       | DNF       |
| 95        | Ádám Kristóf Karl | DNF       |
| 96        | János Pelikán     | DNF       |

| Luksemburg LUX | Luksemburg LUX   | Luksemburg LUX |
| -------------- | ---------------- | -------------- |
| Nr             | Kolarz           | Miejsce        |
| 97             | Loïc Bettendorff | DNF            |
| 98             | Alex Kirsch      | 10.            |
| 99             | Arthur Kluckers  | 79.            |
| 101            | Tom Paquet       | DNF            |
| 102            | Tom Wirtgen      | DNF            |

| Estonia EST | Estonia EST       | Estonia EST |
| ----------- | ----------------- | ----------- |
| Nr          | Kolarz            | Miejsce     |
| 103         | Siim Kiskonen     | DNF         |
| 104         | Karl Patrick Lauk | 25.         |
| 105         | Madis Mihkels     | 3.          |
| 106         | Markus Pajur      | DNF         |
| 107         | Norman Vahtra     | 71.         |
| 108         | Rait Ärm          | 58.         |

| Słowacja SVK | Słowacja SVK | Słowacja SVK |
| ------------ | ------------ | ------------ |
| Nr           | Kolarz       | Miejsce      |
| 109          | Lukáš Kubiš  | 14.          |
| 110          | Andrej Liska | 62.          |
| 111          | Pavol Rovder | 72.          |
| 112          | Matúš Štoček | DNF          |

| Izrael ISR | Izrael ISR     | Izrael ISR |
| ---------- | -------------- | ---------- |
| Nr         | Kolarz         | Miejsce    |
| 113        | Itamar Einhorn | 23.        |
| 114        | Oded Kogut     | 21.        |
| 115        | Gaj Sagiw      | DNF        |
| 116        | Rotem Tene     | DNF        |

| Grecja GRE | Grecja GRE     | Grecja GRE |
| ---------- | -------------- | ---------- |
| Nr         | Kolarz         | Miejsce    |
| 117        | Jeorjos Buglas | DNF        |

| Cypr CYP | Cypr CYP          | Cypr CYP |
| -------- | ----------------- | -------- |
| Nr       | Kolarz            | Miejsce  |
| 118      | Andreas Miltiadis | DNF      |

| Szwecja SWE | Szwecja SWE    | Szwecja SWE |
| ----------- | -------------- | ----------- |
| Nr          | Kolarz         | Miejsce     |
| 119         | Jacob Eriksson | 69.         |

| Turcja TUR | Turcja TUR     | Turcja TUR |
| ---------- | -------------- | ---------- |
| Nr         | Kolarz         | Miejsce    |
| 120        | Burak Abay     | DNF        |
| 121        | Doğukan Arikan | DNF        |
| 122        | Ahmet Örken    | DNF        |
| 123        | Tahir Yigit    | DNF        |

| Rumunia ROM | Rumunia ROM         | Rumunia ROM |
| ----------- | ------------------- | ----------- |
| Nr          | Kolarz              | Miejsce     |
| 124         | Iustin-Ioan Vaidian | DNF         |

| Litwa LTU | Litwa LTU          | Litwa LTU |
| --------- | ------------------ | --------- |
| Nr        | Kolarz             | Miejsce   |
| 125       | Rokas Kmieliauskas | 67.       |

| Bułgaria BUL | Bułgaria BUL   | Bułgaria BUL |
| ------------ | -------------- | ------------ |
| Nr           | Kolarz         | Miejsce      |
| 126          | Martin Papanov | DNF          |
| 127          | Emil Stoynev   | DNF          |

| Albania ALB | Albania ALB             | Albania ALB |
| ----------- | ----------------------- | ----------- |
| Nr          | Kolarz                  | Miejsce     |
| 129         | Lukas Sulaj Kloppenborg | DNF         |
| 130         | Olsian Velia            | DNF         |

| Watykan VAT | Watykan VAT     | Watykan VAT |
| ----------- | --------------- | ----------- |
| Nr          | Kolarz          | Miejsce     |
| 131         | Rien Schuurhuis | DNF         |

## Klasyfikacja generalna
| \| Klasyfikacja generalna \| Klasyfikacja generalna \| Klasyfikacja generalna \| Klasyfikacja generalna \| Klasyfikacja generalna \| \| Kolarz \| Kolarz \| Państwo \| Drużyna \| Czas \| \| ---------------------- \| ---------------------- \| ---------------------- \| ---------------------- \| ---------------------- \| \| 1. \| Tim Merlier \| Belgia \| Belgia \| 4h 37' 10" \| \| 2. \| Olav Kooij \| Holandia \| Holandia \| + 0" \| \| 3. \| Madis Mihkels \| Estonia \| Estonia \| + 0" \| \| 4. \| Jasper Philipsen \| Belgia \| Belgia \| + 0" \| \| 5. \| Alexander Kristoff \| Norwegia \| Norwegia \| + 0" \| \| 6. \| Mads Pedersen \| Dania \| Dania \| + 0" \| \| 7. \| Pavel Bittner \| Czechy \| Czechy \| + 0" \| \| 8. \| Stanisław Aniołkowski \| Polska \| Polska \| + 0" \| \| 9. \| Christophe Laporte \| Francja \| Francja \| + 0" \| \| 10. \| Alex Kirsch \| Luksemburg \| Luksemburg \| + 0" \| \| 11. \| Arnaud Démare \| Francja \| Francja \| + 0" \| \| 12. \| Max Walscheid \| Niemcy \| Niemcy \| + 0" \| \| 13. \| Jonathan Milan \| Włochy \| Włochy \| + 0" \| \| 14. \| Lukáš Kubiš \| Słowacja \| Słowacja \| + 0" \| \| 15. \| Fabian Lienhard \| Szwajcaria \| Szwajcaria \| + 0" \| \| 16. \| Søren Wærenskjold \| Norwegia \| Norwegia \| + 0" \| \| 17. \| Tom Bohli \| Szwajcaria \| Szwajcaria \| + 0" \| \| 18. \| Pau Miquel \| Hiszpania \| Hiszpania \| + 0" \| \| 19. \| Mike Teunissen \| Holandia \| Holandia \| + 0" \| \| 20. \| Jordi Meeus \| Belgia \| Belgia \| + 0" \| |                       |            |            |            |
| |                       |            |            |            |
| |                       |            |            |            |
| Klasyfikacja generalna |                       |            |            |            |
| Kolarz | Kolarz                | Państwo    | Drużyna    | Czas       |
| 1. | Tim Merlier           | Belgia     | Belgia     | 4h 37' 10" |
| 2. | Olav Kooij            | Holandia   | Holandia   | + 0"       |
| 3. | Madis Mihkels         | Estonia    | Estonia    | + 0"       |
| 4. | Jasper Philipsen      | Belgia     | Belgia     | + 0"       |
| 5. | Alexander Kristoff    | Norwegia   | Norwegia   | + 0"       |
| 6. | Mads Pedersen         | Dania      | Dania      | + 0"       |
| 7. | Pavel Bittner         | Czechy     | Czechy     | + 0"       |
| 8. | Stanisław Aniołkowski | Polska     | Polska     | + 0"       |
| 9. | Christophe Laporte    | Francja    | Francja    | + 0"       |
| 10. | Alex Kirsch           | Luksemburg | Luksemburg | + 0"       |
| 11. | Arnaud Démare         | Francja    | Francja    | + 0"       |
| 12. | Max Walscheid         | Niemcy     | Niemcy     | + 0"       |
| 13. | Jonathan Milan        | Włochy     | Włochy     | + 0"       |
| 14. | Lukáš Kubiš           | Słowacja   | Słowacja   | + 0"       |
| 15. | Fabian Lienhard       | Szwajcaria | Szwajcaria | + 0"       |
| 16. | Søren Wærenskjold     | Norwegia   | Norwegia   | + 0"       |
| 17. | Tom Bohli             | Szwajcaria | Szwajcaria | + 0"       |
| 18. | Pau Miquel            | Hiszpania  | Hiszpania  | + 0"       |
| 19. | Mike Teunissen        | Holandia   | Holandia   | + 0"       |
| 20. | Jordi Meeus           | Belgia     | Belgia     | + 0"       |